# Fraternidad Bíblica Universitaria
La Fraternidad Bíblica Universitaria (UBF, por sus siglas en inglés, University Bible Fellowship) es una organización cristiana evangélica no denominacional que se originó en Corea del Sur en 1961. Fue fundada por el coreano Samuel Chang-Woo Lee y la misionera presbiteriana estadounidense, Sarah Barry. Tiene sus sedes principales en Chicago (Estados Unidos de Norteamérica) y Seúl (Corea del Sur) y cuenta con miembros en varios países. El objetivo principal de la organización es la evangelización de los estudiantes universitarios. 

## Historia
La Fraternidad Bíblica Universitaria surgió en 1961, poco después de la guerra de Corea, cuando  Sarah Barry, estudiante universitaria norteamericana, se trasladó a Corea del Sur como misionera después de haberse convertido al cristianismo donde se encontró con Samuel Chang-Woo Lee el cual había estudiado en un seminario presbiteriano. Ambos desarrollaron el movimiento Fraternidad Bíblica Universitaria basándolo en el objetivo de alcanzar un cristianismo más puro en Corea, y encontrar una nueva visión y esperanza en Jesucristo para los intelectuales coreanos.
Cerca de 80 estudiantes de las universidades de Chun Nam y Chosun comenzaron a reunirse para estudiar la Biblia en inglés en el Centro Cristiano Estudiantil en Kwangju (Corea del Sur). El grupo de estudiantes creció y la organización comenzó a enviar misioneros a otros países. En 1964 salió la primera misionera, Kim Han-Ok, con destino a la Isla Cheju. en el año 2006 se habían enviado a más de 80 países un total de 1.463 misioneros.
En 2002, tras la muerte de Samuel Lee,  se nombra Directora General Internacional a Sarah Barry permaneciendo en su cargo hasta el año 2006 cuando fue sustituida por Juan Jun (hasta entonces Director General de UBF en Corea del Sur). Juan Jun impulsó la organización en diversos países.

## Membresías
La Fraternidad Bíblica Universitaria es miembro de varias organizaciones cristianas, incluyendo la Asociación Nacional Evangélica de los Estados Unidos (Asociación Nacional Evangélica) y el Consejo Evangélico para la Responsabilidad Financiera. El ministerio también ha formado sociedades con más de veinte asociaciones cristianas reconocida a nivel mundial.

## Creencia y Trabajo Misionero
La Fraternidad Bíblica Universitaria cree que "Dios es el Creador del Cielo y de la Tierra, y de todas las cosas que hay en ellos". Cree que la Biblia es la "Palabra de Dios" y que todos necesitan ser salvos de la condenación. UBF cree que la salvación se alcanza por la gracia de Dios por medio de la fe en Jesús. Sus predicadores invitan a los estudiantes, y a otras personas, a que estudien la Biblia de manera inductiva, desde el punto de vista de los escritores de la Biblia. Intentan guiar a los que estudian la Biblia al conocimiento salvífico de Jesucristo, y ayudarles a crecer como discípulos de Jesús.
Una de las principales metas del ministerio es evangelizar a los estudiantes basados en la "Gran Comisión" (tradición cristiana de extender las enseñanzas de Jesús (el cristianismo) por todo el mundo) de Jesús.  La organización también tiene una "misión médica": el Hospital Betesda en Uganda.
La organización está estructurada en capítulos que trabajan en una o más universidades. Los miembros de la organización realizan el llamado "ministerio de pesca", el cual consiste en predicar por los campus universitarios para que nuevos estudiantes universitarios conozcan el evangelio de Dios.

### Español
- Sitio del capítulo de UBF en Guadalajara
- Página de UBF Venezuela Archivado el 8 de febrero de 2013 en Wayback Machine.
- Devocional diario en Español

### Inglés
- Página oficial de UBF mundial
- Sarah Barry (cofundadora de UBF)
- Devocional diario en inglés
- Reporte de Líderes Archivado el 5 de julio de 2008 en Wayback Machine.

- Datos: Q186866